# Бріньольфюр Віллюмссон
Бріньольфюр Даррі Віллюмссон (ісл. Brynjólfur Darri Willumsson, нар. 12 серпня 2000, Коупавогюр, Ісландія) — ісландський футболіст, нападник нідерландського клубу «Гронінген» та національної збірної Ісландії.

## Ігрова кар'єра

### Клубна
Бріньольфюр Віллюмссон є вихованцем ісландського клубу «Брєйдаблік». Нападник дебютував на професійному рівні влітку 2018 року в чемпіонаті Ісландії. Сезон 2021 року футболіст почав у складі норвезького «Кристіансунна». 9 травня в поєдинку проти «Молде» Бріньольфюр зіграв першу у новій команді.
Влітку 2024 року футболіст перебрався до Нідерландів, де підписав трирічний контракт з клубом Ередивізі — «Гронінгеном».

### Збірна
У 2021 році в складі молодіжної збірної Ісландії Бріньольфюр брав участь у молодіжному чемпіонаті Європи в Угорщині та Словенії.
13 січня 2024 року у товариському матчі проти команди Гватемали Бріньольфюр дебютував у складі національної збірної Ісландії. У наступній грі 18 січня проти Гондурасу нападник забив перший гол в матчах збірної.

## Особисте життя
Бріньольфюр є сином Віллюма Тор Торссона — колишнього ісландського футболіста, а нині ісландського політика. Старший брат Бріньольфюра — Віллюм Тор Віллюмссон також професійний футболіст. Гравець англійського «Бірмінгем Сіті» та збірної Ісландії.